# Seznam slovenskih glasbenih arhivov in knjižnic
Seznam slovenskih glasbenih arhivov in knjižnic.
- NUK - glasbena zbirka
- NUK - rokopisna zbirka
- Knjižnica Akademije za glasbo v Ljubljani
- Filozofska fakulteta v Ljubljani - knjižnica oddelka za muzikologijo
- Zgodovinski arhiv Ljubljana
- Arhiv Glasbene matice v Ljubljani
- Arhiv Ljubljanske nadškofije
- Semeniška knjižnica, Ljubljana
- Frančiškanska knjižnica, Ljubljana
- Glasbeni arhiv ljubljanske stolnice
- Glasbeni arhiv Slovenske filharmonije
- SNG opera Ljubljana
- Arhiv Društva slovenskih skladateljev
- Glasbeni arhiv RTV Slovenije
- ZRC SAZU - inštitut za narodopisje, Ljubljana
- ZRC SAZU - muzikološki inštitut, Ljubljana
- Univerzitetna knjižnica Maribor
- Arhiv mariborske škofije
- Arhiv mariborske stolnice
- Osrednja knjižnica Srečka Vilharja, Koper
- Pokrajinski arhiv, Koper
- Arhiv škofije Koper
- Arhiv frančiškanskega samostana v Novem mestu
- Kapiteljska knjižnica, Novo mesto
- Ljudska knjižnica, Ptuj